# Husaren-Polka
Die Husaren-Polka ist eine Polka von Johann Strauss Sohn (op. 421). Das Werk wurde am 2. Februar 1886 im Konzertsaal des Wiener Musikvereins unter der Leitung von Eduard Strauß erstmals aufgeführt.

## Einzelnachweis
1. ↑  Quelle: Englische Version des Booklets (Seite 85) in der 52 CDs umfassenden Gesamtausgabe der Orchesterwerke von Johann Strauß (Sohn), Hrsg. Naxos (Label). Das Werk ist als zwölfter Titel auf der 31. CD zu hören.